# 愛宕通典
愛宕通典（おたぎ みちのり、安永4年（1775年）10月23日 - 天保10年（1839年）11月2日）は、江戸時代後期の公卿。

## 官歴
- 安永8年（1779年）：従五位下
- 天明7年（1787年）：従五位上、治部権少輔
- 寛政3年（1791年）：正五位下
- 寛政7年（1795年）：従四位下
- 寛政10年（1798年）：従四位上
- 享和元年（1801年）：左近衛権少将
- 享和2年（1802年）：正四位下
- 文化5年（1808年）：権中将、従三位
- 文化10年（1813年）：正三位
- 文政8年（1825年）：参議、右中将
- 文政9年（1826年）：従二位、踏歌節会外弁
- 天保2年（1831年）：権中納言
- 天保8年（1837年）：正二位

## 系譜
- 父：愛宕通直
- 母：植村家道の娘
- 子：愛宕通祐